# Izwiestija Russkogo Archieołogiczeskogo Instituta w Konstantinopole
Izwiestija Russkogo archieołogiczeskogo instituta w Konstantinopole – rosyjskie czasopismo bizantynologiczne wydawane w latach 1895–1914 w Stambule. Założycielem był Fiodor Uspienski (1845–1928), dyrektor Rosyjskiego Archeologicznego Instytutu w Konstantynopolu. 